# Хайнрих VII фон Гера
Хайнрих VII фон Гера (на немски: Heinrich VII, Herr von Gera; * 3 май 1341; † между 26 февруари и 22 юли 1420) от фамилията Ройс, е фогт и господар на Гера (1377 – 1420).

## Произход
Той е вторият син на фогт Хайнрих V фон Гера († 1377) и съпругата му Мехтилд фон Кефернбург († 1375/1376), дъщеря на граф Гюнтер IX фон Кефернбург-Люхов († 1332/1333) и Матилда фон Регенщайн († 1334). Внук е на Хайнрих II фон Гера, фогт на Гера († 1306/1311) и Ирмгард фон Орламюнде († 1318). Брат е на фогт Хайнрих Vl Ройс-Гера († сл. 1344), фрайин Анна фон Гера († 1417), приорес в Кроншвитц (1396), Лукардис фон Гера († сл. 1395), омъжена ок. 8 юли 1395 г. за граф Ото X фон Орламюнде († 1403/1404), Илза (Елза) фон Гера († сл. 1370), омъжена за Хайнрих XIII, фогт на Вайда († 1367), Доротея фон Гера († 1406/1411), омъжена I. на 27 март 1367 г. за граф Хайнрих фон Труендинген († 1380) и II. пр. 20 декември 1387 г. за Хайнрих VI Ройс-Плауен, господар на Ронебург († 1398), София фон Гера († 1377), омъжена за граф Хайнрих V фон Байхлинген († 1366), и на Юта († сл. 1426).
През 1364 г. Хайнрих VII купува частите в Лангенберг от Ройсите фон Ронебург.

## Фамилия
Първи брак: пр. 4 декември 1367 г. с графиня Елизабет (Елза) фон Шварцбург-Кефернбург († 28 май 1399 – 23 октомври 1401), дъщеря на граф Хайнрих XII фон Шварцбург-Бланкенбург († 1372) и графиня Агнес фон Хонщайн-Зондерсхаузен († 1382). Те имат три деца:
- Мехтилд фон Гера († сл. 1420), приорес в Кроншвитц (1415 – 1420)
- Анна фон Гера († сл. 1420), монахиня в Кроншвитц (1408 – 1420)
- Хайнрих фон Гера († 1412/ 18 август 1415)

Втори брак: на 24 януари 1402 г., след разрешение от папата, с роднината си трети град графиня Лутруда фон Хонщайн († 24 април 1446), дъщеря на граф Дитрих VI фон Хонщайн-Херинген († 1393) и Лутруд фон Мансфелд-Кверфурт († сл. 1394). Те имат децата:
- Елза фон Гера († сл. 2 май 1426)
- Юта фон Гера († сл. 2 май 1426)
- Анна 'Млада' фон Гера († сл. 18 юни 1462), монахиня в Кроншвитц (1417 – 1462)
- Хайнрих VIII „Стари“ фон Гера (* 2/5 март 1404; † 16 юни 1426, битката при Аусиг), господар на Гера, Бургк и Райхенфелс (1420 – 1426), женен I. ок. 30 август 1412 г. в Кронах за Маргарета фон Вертхайм († пр. 25 март 1425), II. пр. 2 май 1426 г. за Вилбург фон Шварцбург-Лойтенберг († сл. 1426), дъщеря на граф Хайнрих XV фон Шварцбург-Лойтенберг († 1402) и Анна фон Плауен († 1412)
- Хайнрих IX „Средни“ фон Гера (* 4 януари 1406; † пр. 21 август 1482), господар на Гера, Лобенщайн, Заалбур и Нордхалбен (1426 – 1482), женен ок. 17 февруари 1435/пр. 5 май 1439 г. за Мехтилд фон Шварцбург-Вахсенбург († сл. 24 април 1446), дъщеря на граф Гюнтер XXXII фон Шварцбург-Вахсенбург († 1450) и Мехтилд фон Хенеберг-Шлоьзинген († 1435/1444), дъщеря на граф Хайнрих XI фон Хенеберг-Шлойзинген († 1405) и маркграфиня Матилда фон Баден (1368 – 1425)
- Хайнрих X „Млади“ фон Гера-Шлайц (* 11 октомври 1415; † между 27 януари 1451 и 14 февруари 1452, Прага), господар на Гера и Шлайц (1449 – 1452), женен 1439/1440 г. за графиня Анна фон Хенеберг-Рьомхилд-Ашах (* 1424, † сл. 16 септември 1467), дъщеря на граф Георг I фон Хенеберг-Рьомхилд-Ашах († 1465) и Йохана фон Насау-Саарбрюкен-Вайлбург († 1481)